# بوجاك هورسمان
بوجاك هورسمان (بالإنجليزية: BoJack Horseman) برنامج رسوم متحركة كوميدي من إعداد رافاييل بوب-واكسبيرج. بطولة ويل أرنيت بدور بوجاك هورسمان. بالإضافة إلى إيمي سيداريس، أليسون بري، باول أف تومبكينس وآرون بول.
على الرغم من تلقيه تقييمات متباينة عند بداية عرضه لأول مرة، كان النقاد أكثر إيجابية تجاه النصف الثاني من الموسم الأول، ثم كان هناك إشادة كبيرة بالمواسم اللاحقة. جنبا إلى جنب مع تعليقاته بصورة ساخرة على الأحداث الجارية، والسياسة، تلقى بوجاك هورسمان إشادة بسبب واقعيته في التعامل مع الاكتئاب، والصدمات النفسية، والإدمان، والسلوك التدميري الذاتي، والعنصرية، والتمييز على أساس الجنس، والعادات البشرية. في عام 2018، صنّفت مجلة Thrillist البرنامج بأنه أفضل مسلسل لـNetflix على الإطلاق، بينما لقبت Indiewire البرنامج بـ«أفضل مسلسل رسوم متحركة على الإطلاق». عرض الموسم الأول من البرنامج في 22 أغسطس 2014 على نتفليكس. تم عرض الموسم الخامس في 14 سبتمبر 2018، وتم تجديد المسلسل لموسم سادس. الموسم السادس سيعرض الحزء الأول منه في 25 أكتوبر 2019 و الجزء الثاني منه سيعرض في 31 يناير 2020.

## الشخصيات

### الشخصيات الرئيسية
- بو جاك هورسمان (صوت: ويل آرنيت) - حصان بمنتصف الخمسينيات من العمر، مدمن على الكحول، اشتهر بأدائه بمسلسل كوميدي بعنوان «هورسن آراوند».
- الأميرة كارولين (صوت: إيمي سيداريس) - قطة وردية وهي مديرة أعمال بوجاك وصديقته الحميمة السابقة.
- دايان نيغوين (صوت: أليسون بري) - كاتبة من أصول فيتنامية تعيش مع صديقها (وزوجها لاحقاً) السيد بينات بتر، كما تساعد بوجاك على الكتابة.
- السيد بيناتس بتر (صوت: باول أف تومبكينس) - كلب ذو شخصية مرحة مثل مع بوجاك في مسلسله السابق وهو حبيب (ولاحقاً زوج) دايان.
- تود تشافيس (صوت: آرون بول) - شاب عاطل عن العمل في الواحدة والعشرين من العمر يعيش في بيت بوجاك.

## الحلقات
| الموسم | الموسم    | عدد الحلقات | تاريخ العرض    |
| ------ | --------- | ----------- | -------------- |
|        | 1         | 12          | 22 أغسطس, 2014 |
|        | حلقة خاصة | حلقة خاصة   | 19 ديسمبر 2014 |
|        | 2         | 12          | 17 يوليو 2015  |
|        | 3         | 12          | 22 يوليو 2016  |
|        | 4         | 12          | 8 سبتمبر 2017  |
|        | 5         | 12          | 14 سبتمبر 2018 |
| 16     | 6         | 8           | 25 أكتوبر 2019 |
| 16     | 6         | 8           | 31 يناير 2020  |

## الجوائز
| السنة | الجائزة                     | الفئة                  | المرشحين            | النتيجة |
| ----- | --------------------------- | ---------------------- | ------------------- | ------- |
| 2016  | جوائز اختيار النقاد - تلفاز | أفضل مسلسل رسوم متحركة | مسلسل بوجاك هورسمان | فوز     |

## روابط خارجية
- بوجاك هورسمان على موقع IMDb (الإنجليزية)
- بوجاك هورسمان على موقع ميتاكريتيك (الإنجليزية)
- بوجاك هورسمان على موقع روتن توميتوز (الإنجليزية)
- بوجاك هورسمان على موقع نتفليكس (الإنجليزية)
- بوجاك هورسمان على موقع أول موفي (الإنجليزية)
- بوجاك هورسمان على موقع فيلمافينيتي (الإسبانية)
- بوجاك هورسمان على موقع كينوبويسك (الروسية)
- بوجاك هورسمان على موقع ألو سيني (الفرنسية)
- بوجاك هورسمان على موقع قاعدة بيانات الفيلم (الإنجليزية)